# Midge Pinciotti
Midge Pinciotti (8 februari 1940) is een personage van de Amerikaanse televisieserie That '70s Show van Fox Networks, gespeeld door Tanya Roberts. Midge is de vrouw van Bob tot seizoen vier, waar ze in de aflevering The Relapse Bob verlaat. Midge heeft drie kinderen: Valerie, Donna en Tina Pinciotti. Donna is een van de hoofdpersonen van de serie.
Midge en Bob wonen naast de familie Forman. Deze familie staat centraal in de serie. Donna heeft een relatie met Eric. Red heeft een hekel aan de familie Pinciotti, omdat ze zo betweterig zijn. Na het verlaten van Bob is Midge nog een paar afleveringen in de serie te zien. Bob heeft even een relatie met de moeder van Jackie, Pamela Burkhart. Omdat Donna's huwelijk met Eric wordt afgeblazen, komt Midge terug naar Point Place. Daar wordt ze jaloers omdat ze ziet dat Bob gelukkig is met Pam. Uiteindelijk kiest Bob ook voor haar maar ze maken net als vroeger weer te veel ruzie en besluiten ze definitief uit elkaar te gaan.